# Pernilla August
Mia Pernilla Hertzman-Ericson, mais conhecida como Pernilla August (Estocolmo, 13 de fevereiro de 1958) é uma atriz sueca.
Em 1992, ela recebeu o prêmio de Melhor Atriz no Festival de Cannes por seu trabalho em Den goda viljan. Em 2003, consagrou-se no Festival de Berlim, em que recebeu o prêmio de melhor atriz por seu trabalho em Om jag vänder mig om.
O sobrenome August vem de seu casamento com o cineasta Bille August, que durou de 1991 a 1997.

## Filmografia parcial
- 1982 - Fanny & Alexander
- 1999 - Star Wars Episódio I: A Ameaça Fantasma
- 2002 - Star Wars Episódio II: Ataque dos Clones

## Televisão
- The Young Indiana Jones Chronicles